# 고란 드라기치
고란 드라기치(슬로베니아어: Goran Dragić, 1986년 5월 6일~)는 슬로베니아의 농구 선수로 포지션은 포인트 가드이다. 현재 미국 프로 농구 리그인 NBA의 브루클린 네츠에서 뛰고 있다. 동생인 조란도 농구 선수이다.

## 수상

### 국가대표팀
- FIBA 유로바스켓: 우승(2017)
- 스탄코비치컵: 우승(2007, 2010)